# Lost Experience
A Lost Experience egy rejtvénysorozat, amely az ABC televíziótársaság Lost című drámasorozata történetéhez nyújt kiegészítő információkat, aláfestve ezzel a Lost mitológiáját. A második évad alatt zajló kampány weblapokon, hangüzenetekben, e-mailekben, televíziós felhívásokban, újsághirdetésekben, illetve egy esetben könyvben elrejtett üzeneteket, illetve utalásokat vonultatott fel, elsősorban a számok, a Hanso Alapítvány, az Apollo Candy Company és Rachel Blake vonatkozásában. A DHARMA (a sorozat egyik központi történetalkotója) mozaikszó feloldását is ez a kiegészítő mű szolgáltatta.